# Rajd Liepāja 2014
Rally Liepāja 2014 – druga edycja rajdu samochodowego Rally Liepāja rozgrywanego na Łotwie. Rozgrywany był od 1 do 2 lutego 2014 roku. Bazą rajdu była miejscowość Lipawa. Była to druga runda Rajdowych Mistrzostw Europy w roku 2014. Rajd był zarazem pierwszą i drugą rundą Rajdowych Mistrzostw Łotwy (LRČ). Składał się z 12 odcinków specjalnych. Do udziału w rajdzie zgłosiło się pięciu polskich kierowców:
| Nr startowy | Kierowca             | Pilot              | Samochód                 | Klasa                  |
| ----------- | -------------------- | ------------------ | ------------------------ | ---------------------- |
| 5           | Kajetan Kajetanowicz | Jarosław Baran     | Ford Fiesta R5           | RC2 ERC                |
| 32          | Łukasz Kabaciński    | Grzegorz Dachowski | Mitsubishi Lancer Evo IX | RC2 ERC Production Cup |
| 42          | Aleksander Zawada    | Cathy Derousseaux  | Peugeot 208 VTi R2       | RC4 ERC 2WD ERC Junior |
| 57          | Sławomir Ogryzek     | Mirosław Szczepan  | Citroën C2 R2 Max        | RC4 ERC 2WD            |
| 58          | Tomasz Kochański     | Maciej Machela     | Peugeot 208 VTi R2       | RC4 ERC 2WD            |

W rajdzie zwyciężył fiński duet Esapekka Lappi i Janne Ferm, wygrali oni siedem z dwunastu odcinków specjalnych (OS), załoga Skody Motorsport wyprzedziła o prawie 35 sekund Wasilija Griazina z pilotem, trzecie miejsce zajął Irlandczyk Craig Breen. Polska załoga Kajetan Kajetanowicz i Jarosław Baran zajęła czwarte miejsce tracąc do zwycięzców ponad dwie i pół minuty. Aleksander Zawada i Cathy Derousseaux zajęli dwudzieste czwarte miejsce w klasyfikacji generalnej, a szóste miejsce w klasie ERC Junior, dziewiąte w klasie RC4 i 2WD Cup. Łukasz Kabaciński i Grzegorz Dachowski ukończyli rajd na dwudziestym siódmym miejscu w klasyfikacji generalnej i ósmym miejscu w klasie Production Cup. Tomasz Kochański i Maciej Machela dotarli do mety na 33 pozycji w klasyfikacji generalnej i zajęli 13 miejsce w klasie RC4, i czternaste w klasie 2WD Cup. Sławomir Ogryzek i Mirosław Szczepan rajdu nie ukończyli.
Rajdu również nie ukończył zwycięzca pierwszego OS-u Francuz Bryan Bouffier, podczas drugiego OS-u Bryan uderzył w słomianą balę, w efekcie czego uszkodzona została chłodnica i po przejechaniu dalszych kilometrów silnik się przegrzał z powodu braku odpowiedniego chłodzenia co uniemożliwiało dalszą jazdę. Był to ten sam samochód Citroen DS3 RRC, którym w poprzednim sezonie jeździł Robert Kubica.
Trofeum Colin McRae ERC Flat Out Trophy otrzymał Wasilij Griazin zwycięzca dwóch OS-ów.
Punktacja ERC Ice Master
Tak jak w poprzednim rajdzie (31. Internationale Jänner-Rallye) tegorocznej rundy RME 2014, zawodnicy osobno punktowani byli za przejazd każdego Os-u w warunkach zimowej jazdy. Punktowanie następuje według klucz: pierwsze miejsce - 10 pkt, drugie - 6 pkt, trzecie - 4 pkt, czwarte - 2 pkt i piąte - 1 pkt.
Punktacja ERC Ice Master rajdu Rally Liepāja 2014
| Miejsce | Kierowca             | Pkt |
| ------- | -------------------- | --- |
| 1       | Esapekka Lappi       | 93  |
| 2       | Wasilij Griazin      | 56  |
| 3       | Craig Breen          | 35  |
| 4       | Sepp Wiegand         | 32  |
| 5       | Kajetan Kajetanowicz | 23  |

Końcowa punktacja ERC Ice Master
W związku z przesunięciem trzeciej zimowej rundy RME 2014 - rajdu 14. Sibiu Rally Romania, który miał się odbyć w warunkach zimowych i jego wyniki miały być zaliczane do klasyfikacji ERC Ice Master klasyfikacją ostateczną są wyniki po dwóch zimowych rundach RME 2014. Wygrał ją Robert Kubica.
Końcowe wyniki ERC Ice Master
| Miejsce | Kierowca             | Pkt |
| ------- | -------------------- | --- |
| 1       | Robert Kubica        | 122 |
| 2       | Václav Pech          | 110 |
| 3       | Esapekka Lappi       | 93  |
| 4       | Raimund Baumschlager | 68  |
| 5       | Kajetan Kajetanowicz | 59  |

## Zwycięzcy odcinków specjalnych[6][15]
| Dzień    | Numer odcinka | Nazwa odcinka          | Długość  | Zwycięzca odcinka              | Nr Sam. | Samochód                | Czas    | Śr. pr.    | Lider rajdu                    |
| -------- | ------------- | ---------------------- | -------- | ------------------------------ | ------- | ----------------------- | ------- | ---------- | ------------------------------ |
| 1 lutego | OS1           | Sporta bārs OPTIBET 1  | 10,54 km | Bryan Bouffier Xavier Panseri  | 2       | Citroen DS3 RRC         | 5:38.0  | 112.3 km/h | Bryan Bouffier Xavier Panseri  |
| 1 lutego | OS2           | Kuldīga 1              | 32,03 km | Wasilij Griazin Dmitrij Czumak | 4       | Ford Fiesta S2000       | 18:32.4 | 103.7 km/h | Wasilij Griazin Dmitrij Czumak |
| 1 lutego | OS3           | ecoRent 1              | 26,34 km | Wasilij Griazin Dmitrij Czumak | 4       | Ford Fiesta S2000       | 15:23.9 | 102.6 km/h | Wasilij Griazin Dmitrij Czumak |
| 1 lutego | OS4           | Sporta bārs OPTIBET 2  | 10,54 km | Esapekka Lappi Janne Ferm      | 3       | Skoda Fabia S2000       | 5:24.5  | 116.9 km/h | Wasilij Griazin Dmitrij Czumak |
| 1 lutego | OS5           | ecoRent 2              | 26,34 km | Esapekka Lappi Janne Ferm      | 3       | Skoda Fabia S2000       | 14:14.2 | 111.0 km/h | Wasilij Griazin Dmitrij Czumak |
| 1 lutego | OS6           | Kuldīga 2              | 32,03 km | Esapekka Lappi Janne Ferm      | 3       | Skoda Fabia S2000       | 17:47.2 | 108.0 km/h | Esapekka Lappi Janne Ferm      |
| 2 lutego | OS7           | Rallyofchampions.com 1 | 10,29 km | Siim Plangi Marek Sarapuu      | 20      | Mitsubishi Lancer Evo X | 6:08.7  | 100.5 km/h | Wasilij Griazin Dmitrij Czumak |
| 2 lutego | OS8           | LDz Cargo 1            | 24,92 km | Esapekka Lappi Janne Ferm      | 3       | Skoda Fabia S2000       | 9:12.6  | 105.3 km/h | Esapekka Lappi Janne Ferm      |
| 2 lutego | OS9           | Liepāja 1              | 24,92 km | Esapekka Lappi Janne Ferm      | 3       | Skoda Fabia S2000       | 12:59.2 | 115.1 km/h | Esapekka Lappi Janne Ferm      |
| 2 lutego | OS10          | Rallyofchampions.com 2 | 10,29 km | Esapekka Lappi Janne Ferm      | 3       | Skoda Fabia S2000       | 5:52.7  | 105.0 km/h | Esapekka Lappi Janne Ferm      |
| 2 lutego | OS11          | LDz Cargo 2            | 16,16 km | Sepp Wiegand Frank Christian   | 7       | Skoda Fabia S2000       | 8:55.0  | 108.7 km/h | Esapekka Lappi Janne Ferm      |
| 2 lutego | OS12          | Liepāja 2              | 24,92 km | Esapekka Lappi Janne Ferm      | 3       | Skoda Fabia S2000       | 12:24.5 | 120.5 km/h | Esapekka Lappi Janne Ferm      |

## Wyniki końcowe rajdu
| Miejsce | Kierowca             | Pilot              | Samochód                    | Czas      | Strata  |
| ------- | -------------------- | ------------------ | --------------------------- | --------- | ------- |
| 1       | Esapekka Lappi       | Janne Ferm         | Skoda Fabia S2000           | 2:13:11.5 | -       |
| 2       | Wasilij Griazin      | Dmitrij Czumak     | Ford Fiesta S2000           | 2:13:46.2 | +34.7   |
| 3       | Craig Breen          | Scott Martin       | Peugeot 207 S2000           | 2:14:48.3 | +1:36.8 |
| 4       | Kajetan Kajetanowicz | Jarosław Baran     | Ford Fiesta R5              | 2:15:47.0 | +2:35.5 |
| 5       | Sepp Wiegand         | Frank Christian    | Skoda Fabia S2000           | 2:16:27.6 | +3:16.1 |
| 6       | Janis Vorobjovs      | Andris Mālnieks    | Mitsubishi Lancer Evo X     | 2:18:54.1 | +5:42.6 |
| 7       | Witalij Puszkar      | Iwan Miszyn        | Mitsubishi Lancer Evo X R4  | 2:18:54.1 | +5:42.6 |
| 8       | Stanisław Trawnikow  | Aleksiej Baszmakow | Mitsubishi Lancer Evo IX R4 | 2:20:27.4 | +7:15.9 |
| 9       | Martynas Samuitis    | Ramūnas Šaučikovas | Mitsubishi Lancer Evo X R4  | 2:20:34.7 | +7:23.2 |
| 10      | Jan Černý            | Pavel Kohout       | Peugeot 208 VTi R2          | 2:21:48.7 | +8:37.2 |

## Kasyfikacja po 2 rundach RME 2014
Punkty przyznawano według klucza 25-18-15-12-10-8-6-4-2-1. Dodatkowo po każdym etapie (dniu) rajdu prowadzona jest osobna klasyfikacja w której przyznawano punkty według klucza 7-6-5-4-3-2-1 (jeżeli dany etap obejmował przynajmniej 25% długości odcinków specjalnych rajdu). Do klasyfikacji zaliczane są cztery najlepsze wyniki spośród sześciu pierwszych rajdów oraz cztery najlepsze wyniki w sześciu ostatnich rajdach w sezonie.
| Poz. | Kierowca             | AUT | LVA | ROM | GRE | IRL | POR | BEL | EST | CZE | CYP | CHE | FRA | Suma punktów |
| ---- | -------------------- | --- | --- | --- | --- | --- | --- | --- | --- | --- | --- | --- | --- | ------------ |
| 1    | Robert Kubica        | 114 |     |     |     |     |     |     |     |     |     |     |     | 39           |
| 2    | Esapekka Lappi       |     | 114 |     |     |     |     |     |     |     |     |     |     | 39           |
| 3    | Wasilij Griazin      | 71  | 212 |     |     |     |     |     |     |     |     |     |     | 37           |
| 4    | Václav Pech          | 212 |     |     |     |     |     |     |     |     |     |     |     | 30           |
| 5    | Craig Breen          |     | 310 |     |     |     |     |     |     |     |     |     |     | 25           |
| 6    | Raimund Baumschlager | 39  |     |     |     |     |     |     |     |     |     |     |     | 24           |
| 7    | Beppo Harrach        | 48  |     |     |     |     |     |     |     |     |     |     |     | 20           |
| 8    | Kajetan Kajetanowicz | NU  | 47  |     |     |     |     |     |     |     |     |     |     | 19           |
| 9    | Jaromír Tarabus      | 57  | NU  |     |     |     |     |     |     |     |     |     |     | 17           |
| 10   | Sepp Wiegand         |     | 57  |     |     |     |     |     |     |     |     |     |     | 17           |
| 11   | Andreas Aigner       | 64  |     |     |     |     |     |     |     |     |     |     |     | 12           |
| 12   | Janis Vorobjovs      |     | 62  |     |     |     |     |     |     |     |     |     |     | 10           |
| 13   | Witalij Puszkar      | NU  | 7   |     |     |     |     |     |     |     |     |     |     | 6            |
| 14   | Roman Odlozilik      | 81  |     |     |     |     |     |     |     |     |     |     |     | 5            |
| 15   | Stanisław Trawnikow  |     | 81  |     |     |     |     |     |     |     |     |     |     | 5            |
| 16   | Martynas Samuitis    |     | 91  |     |     |     |     |     |     |     |     |     |     | 3            |
| 17   | Robert Consani       | 9   | 23  |     |     |     |     |     |     |     |     |     |     | 2            |
| 18   | Siim Plangi          |     | X2  |     |     |     |     |     |     |     |     |     |     | 2            |
| 19   | Hermann Neubauer     | 10  | 26  |     |     |     |     |     |     |     |     |     |     | 1            |
| 20   | Jan Černý            | NU  | 10  |     |     |     |     |     |     |     |     |     |     | 1            |
| 21   | Martinš Svilis       |     | NU1 |     |     |     |     |     |     |     |     |     |     | 1            |

| Kolor     | Opis                   |
| --------- | ---------------------- |
| Złoty     | Zwycięzca              |
| Srebrny   | 2 miejsce              |
| Brązowy   | 3 miejsce              |
| Zielony   | Punktowane miejsce     |
| Niebieski | Ukończył nie punktował |
| Fioletowy | Nie ukończył NU        |
| Czarny    | Wykluczony X           |
| Biały     | Nie wystartował NW     |
| Puste     | Nie brał udziału       |